# August Mercadé Ramon
August Mercadé Ramon (Reus, 14 d'agost de 1909 - 14 de gener de 1967) va ser un economista i periodista català.
En la seva joventut formà part de la "Colla del Nap", un grup d'estudiants inquiets per la cultura i d'idees progressistes, format al recer del Centre de Lectura. La colla, que es reunia en bars i cafès reusencs, als inicis de la República, es va constituir en Agrupació Cultural, quan va redactar uns estatuts. Va ser un dels principals col·laboradors del Butlletí d'assaigs de l'Agrupació Cultural que editava el grup, primer mecanografiat i tirat a ciclostil, i després imprès. Cap al 1933 els de la "Colla del Nap" es van fusionar amb la "Penya Nyic-Nyic" per a constituir l'Associació Cultural, i August Mercadé va ser un dels principals impulsors d'aquesta unió. Va dirigir la nova revista del grup, Estudis, que publicava tota mena de temes, culturals, científics, polítics, socials i recreatius. Signava els seus escrits com a Edacrem. La temàtica de les seves aportacions era variada, però Mercadé destacava pels articles sobre economia i sociologia. Va col·laborar també a altres publicacions locals: Ciutat, Foment, Revista del Centre de Lectura i La Unión. Era llicenciat en Ciències Econòmiques i va organitzar en la postguerra la Unió de Cooperatives del Camp, on treballà pel cooperativisme. Més endavant va ser director general d'una empresa dedicada a la transformació de subproductes de la carn.